# 崔仲文
崔仲文（497年—556年），清河郡东武城县（今河北省衡水市故城县）人，出自清河崔氏的清河大房，北魏、东魏、北齐官员。

## 生平
崔仲文有文学才能，在北魏时期担任高阳郡太守、清河郡内史，太昌年间，担任丞相掾。沙苑之战后，崔仲文手持马尾渡河，在波浪中时出时没，高欢望见说：“是崔仲文。”于是立刻派船接应。崔仲文渡河上岸后，高欢慰劳他说：“你为了国君为了亲人，不顾死一万次，可以说是家庭的孝子，国家的忠臣。”崔仲文加官为中军将军。后来高澄想派崔仲文作为使者前往青州，听说崔仲文经常喝醉酒，就终止了计划。北齐天保初年，崔仲文的大哥崔㥄担任侍中，崔仲文担任银青光禄大夫，同一天拜官，当时人说他们是两只凤凰一起飞翔。崔仲文后来被齐文宣帝高洋召见，醉酒过夜仍未醒，齐文宣帝大怒，将要处罚他，让崔仲文试着写十首观射诗，崔仲文拿起笔立刻写成，齐文宣帝于是原谅了他。崔仲文后来担任散骑常侍、光禄大夫，天保七年（556年）去世，虚岁六十。

## 其他
崔仲文与叔叔崔夤的儿子崔长谦同年，只是比崔长谦小月份，崔家家里称他们为大二、小二。

## 家族

### 高祖
- 崔諲，刘宋青冀二州刺史

### 曾祖
- 崔灵和，刘宋员外散骑侍郎

### 祖父母
- 崔宗伯，北魏追赠清河太守
- 房氏[6][7]

### 父亲
- 崔休，北魏抚军将军、殿中尚书、文贞侯

### 兄弟姐妹
- 崔㥄，北齐车骑大将军、左光禄大夫、东兖州刺史、武城县公
- 崔叔仁，东魏骠骑将军、颍州刺史
- 崔叔义，北魏尚书库部郎
- 崔子侃，东魏兼通直常侍、聘梁使
- 崔子植，冀州别驾
- 崔子聿，东魏东莞郡太守
- 崔子度
- 崔子约，北齐考功郞、新丰县男
- 崔氏，嫁北魏秘书郎中元稚舒，江阳王元乂之子
- 崔氏，嫁北齐定州刺史、博陵文简王高济

### 夫人
- 河南元氏，北魏丞相、高阳王元雍第二女[8][9]

### 子女
- 崔偃，北齐太子洗马、尚书郎
- 崔儦，北齐尚书郎，隋朝员外散骑侍郎
- 崔曜华，第二女，嫁北齐并州刺史、吏部尚书王松年[10]